# جرمایا میسون
جرمایا میسون (به انگلیسی: Jeremiah Mason) سناتور سابق عضو حزب فدرالیست (آمریکا) بود. وی در سال ۱۸۱۳ تا ۱۸۱۷ میلادی سناتور ایالت نیوهمپشایر در سنای ایالات متحده آمریکا بود.